# Joseph Dion Ngute

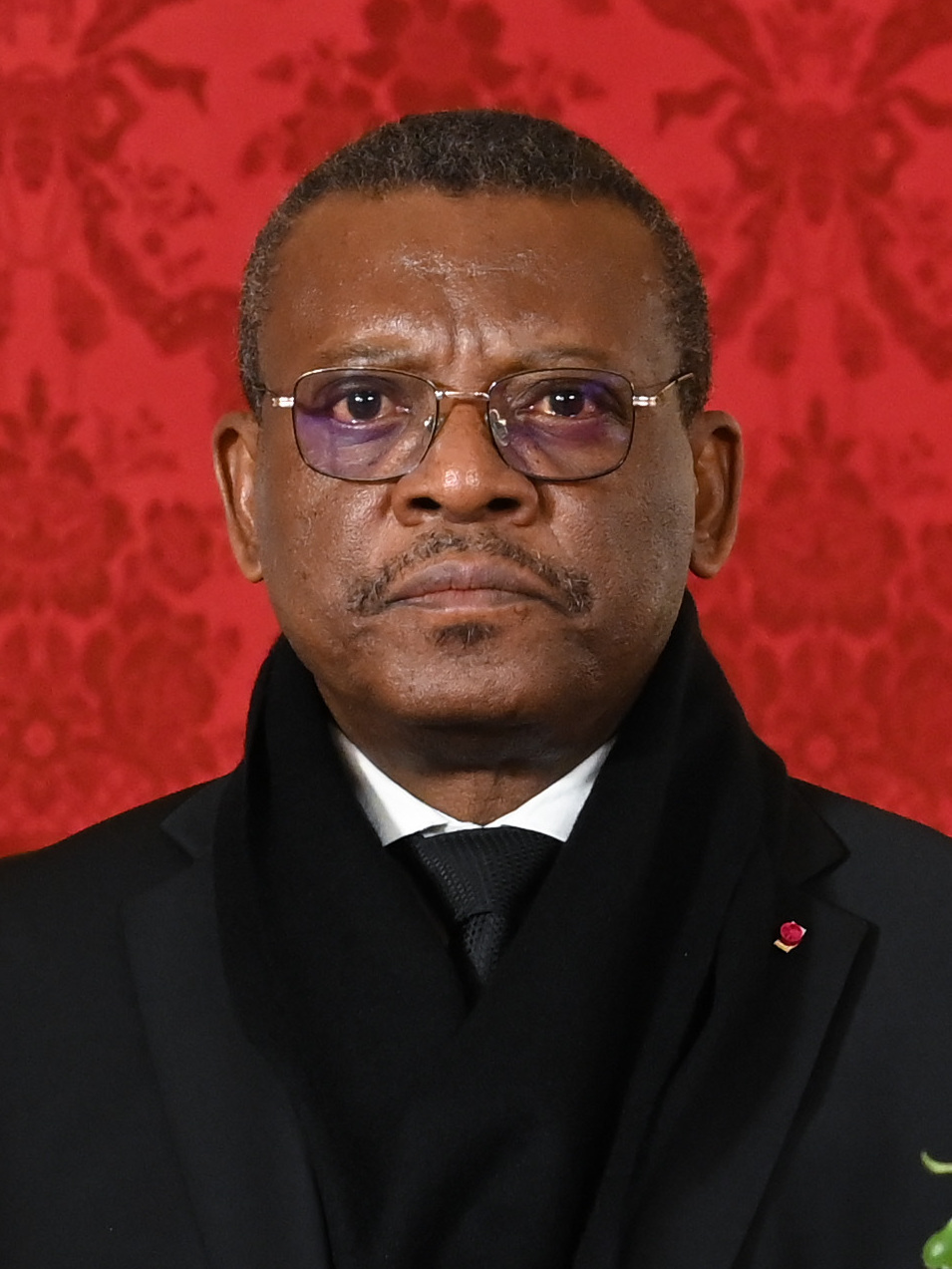
Joseph Dion Ngute, 2022

Joseph Dion Ngute (* 12. März 1954) ist ein kamerunischer Politiker, der nach seiner Ernennung im Januar 2019 der 9. Premierminister von Kamerun ist. Er trat die Nachfolge von Philémon Yang an, der das Amt seit 2009 innehatte. Ngute ist Mitglied des Rassemblement démocratique du Peuple Camerounais (RDPC).

## Karriere
Ngute wurde an der University of Warwick in Großbritannien in Rechtswissenschaft promoviert. Im Jahr 1991 war er Direktor der Advanced School of Administration and Magistracy. Er trat 1997 in die Regierung ein und fungierte als Delegierter des Ministers für Außenbeziehungen. Im März 2018 wurde er zum Minister für besondere Aufgaben der Präsidentschaft der Republik ernannt.

## Sonstiges
Ngute stammt aus dem englischsprachigen Südwesten Kameruns und ist ein lokaler Stammesführer. Seine Nominierung wird als Reaktion auf die Unruhen in den englischsprachigen Regionen des Landes angesehen.